# Campodorus infidus
Campodorus infidus är en stekelart som först beskrevs av Woldstedt 1877.  Campodorus infidus ingår i släktet Campodorus och familjen brokparasitsteklar. Arten är reproducerande i Sverige. Inga underarter finns listade.